# Here Comes the Sun
«Here Comes the Sun» (англ. «Ось сходить сонце») — пісня Джорджа Гаррісона з альбому The Beatles 1969 року «Abbey Road».

## Композиція
«Here Comes the Sun» — одна з найвідоміших, разом з творами «Something» and «While My Guitar Gently Weeps», пісень Гаррісона, записана у складі The Beatles.
1969 рік був дуже важким для Гаррісона: на короткий час він пішов з The Beatles, переніс операцію з видалення гланд і був заарештований за зберігання марихуани.
В автобіографії «I Me Mine» Гаррісон описав історію створення пісні наступним чином:

| «„Here Comes the Sun“ була написана в період, коли [лейбл] Apple став подібно школі, в яку ми мали приходити й бути бізнесменами: „підпиши це“ і „підпиши те“. Хай там як, але здається, що зима в Англії триває вічно, і коли приходить весна, ти її дійсно заслужуєш. Отже, одного дня я вирішив забути про Apple і пішов в гості до Еріка Клептона. Відчуття звільнення від зустрічей з цими нікчемними бухгалтерами було неймовірним і я, прогулюючись садом з однією з акустичних гітар Еріка Клептона в руках, написав „Here Comes the Sun“».[2] |
Як зазначив Клептон у своїй автобіографії, його будинок і сад були відомі як «Ліс смутку» (англ. Hurtwood).

## Запис
Гаррісон, Пол Маккартні і Рінґо Старр записували пісню з 7 липня до 19 серпня 1969 року. Джона Леннона з ними не було, оскільки в цей час лікувався від травм, отриманих в автомобільній аварії. Гаррісон витратив ще час, аби записати соло на гітарі, але, як згодом з'ясувалось, ця частина не була включена у мікс.

## Виконавці
- Джордж Харрісон — вокал, бек-вокал, акустична електрогітара, синтезатор Муга,
- Пол Маккартні — бек-вокал, бас-гітара,
- Рінґо Старр — ударні.

## Золотий диск «Вояджера»
Астроном і науковець Карл Саґан хотів, щоб пісня була включена до Золотого диску «Вояджера», копії якої були прикріплені до обох космічних апаратів програми «Вояджера». На них містилась інформація для будь-яких інтелектуальних позаземних істот з репрезентативною вибіркою про людську цивілізацію. Хоча «Бітлз» припала до душі така ідея, лейбл EMI відмовився надати НАСА прав. Відтак і пісня не увійшла до диска.